# Magnetosome

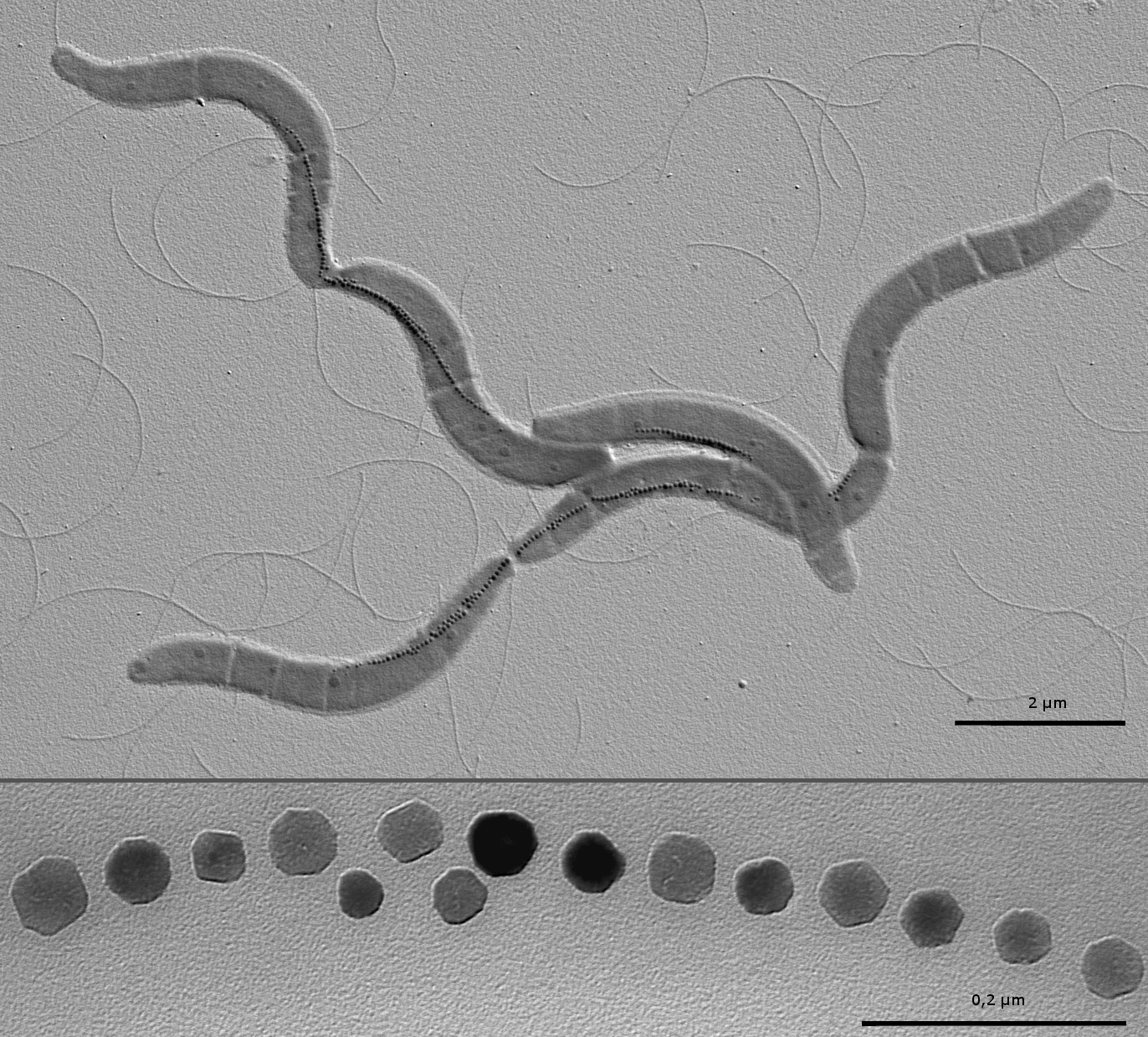
Tế bào Magnetospirillum gryphiswaldense chứa các chuỗi tinh thể magnetit nội bào (ảnh bên dưới). Ảnh kính hiển vi điện tử

Magnetsome, tạm dịch là từ tử, là loại bào quan có cấu trúc màng có chứa các hạt từ tính giàu sắt được bao bọc trong một lớp màng kép lipid, có trong một số dạng tế bào của sinh vật hoặc trong vi khuẩn từ tính (MTB, magnetotactic bacteria). Bào quan tế bào này tạo cơ sở cho sự định hướng trong từ trường, đặc biệt là trong từ trường Trái Đất, giúp cho sinh vật tìm đến được các địa điểm đặc thù cho hoạt động của chúng.
Mỗi magnetosome thường có thể chứa từ 15 đến 20 tinh thể magnetit tạo thành một chuỗi hoạt động giống như kim la bàn để định hướng vi khuẩn từ tính trong trường địa từ, do đó đơn giản hóa việc tìm kiếm môi trường microaerophilic ưa thích của chúng. Các nghiên cứu gần đây đã chỉ ra rằng các phần tử từ tính là sự xâm nhập của màng trong chứ không phải là các túi tự do. Các nam châm mang magnetit cũng được tìm thấy ở tảo từ tính, với mỗi ô chứa vài nghìn tinh thể.
Nhìn chung, tinh thể từ tính có độ tinh khiết hóa học cao, dải kích thước hẹp, hình thái tinh thể đặc trưng cho loài và thể hiện sự sắp xếp cụ thể bên trong tế bào. Những đặc điểm này chỉ ra rằng sự hình thành các magnetosome nằm dưới sự kiểm soát sinh học chính xác và là quá trình trung gian khoáng hóa sinh học. Chúng có đường kính 40–90 nm và được bao quanh bởi một lớp đơn lớp của phospholipid, protein và glycoprotein. Cấu trúc bao đơn giản này khác với cái gọi là màng sinh học, dựa trên một lớp lipid kép. Hình dạng của các magnetosome rất khác nhau giữa các loài sinh vật. Nó có thể là hình khối, hình kim hoặc hình giọt nước. Mỗi tế bào chứa một số magnetosome tạo thành chuỗi trong đó.
Vi khuẩn nam châm thường khoáng hóa các magnetosome ôxít sắt chứa các tinh thể magnetit (Fe3O4), hoặc các magnetosome sắt sulfide chứa các tinh thể greigit (Fe3S4). Một số khoáng chất sunfua sắt khác cũng đã được xác định trong các magnetosome sulfua sắt - bao gồm mackinawite (FeS tứ giác) và FeS hình khối - được cho là tiền chất của Fe3S4. Một loại vi khuẩn từ tính có mặt tại vùng chuyển tiếp ôxy-thiếu ôxy (OATZ, oxic-anoxic transition zone) của lưu vực phía nam của Cửa sông Pettaquamscutt, Narragansett, Đảo Rhode, Hoa Kỳ được biết là sản sinh ra cả hai magnetosome oxit sắt và sulfua sắt.